# Virginia Slims of Florida
Virginia Slims of Florida – nierozgrywany kobiecy turniej tenisowy Kategorii II zaliczany do cyklu WTA Tour. Pierwsza edycja została rozegrana w Palm Beach Gardens, kolejne dwie w Key Biscayne, w latach 1987–1992 w Boca Raton, a ostatnie dwie w Delray Beach. Pierwsza edycja została rozgrywana na nawierzchni ziemnej, a wszystkie następne na kortach twardych.
Najbardziej utytułowaną tenisistką w tym turnieju była Steffi Graf, która sześciokrotnie odnosiła zwycięstwo, występując aż w dziewięciu finałach na dwanaście rozegranych edycji.

## Mecze finałowe

### Gra pojedyncza
| Rok  | Mistrzyni         | Finalistka              | Wynik         |
| 1995 | Steffi Graf       | Conchita Martínez       | 6:2, 6:4      |
| 1994 | Steffi Graf       | Arantxa Sánchez Vicario | 6:3, 7:5      |
| 1993 | Steffi Graf       | Arantxa Sánchez Vicario | 6:4, 6:3      |
| 1992 | Steffi Graf       | Conchita Martínez       | 3:6, 6:2, 6:0 |
| 1991 | Gabriela Sabatini | Steffi Graf             | 6:4, 7:6(6)   |
| 1990 | Gabriela Sabatini | Jennifer Capriati       | 6:4, 7:5      |
| 1989 | Steffi Graf       | Chris Evert             | 4:6, 6:2, 6:3 |
| 1988 | Gabriela Sabatini | Steffi Graf             | 2:6, 6:3, 6:1 |
| 1987 | Steffi Graf       | Helena Suková           | 6:2, 6:3      |
| 1986 | Chris Evert-Lloyd | Steffi Graf             | 6:3, 6:1      |
| 1985 | Chris Evert-Lloyd | Martina Navrátilová     | 6:2, 6:4      |
| 1984 | Chris Evert-Lloyd | Bonnie Gadusek          | 6:0, 6:1      |

### Gra podwójna
| Rok  | Mistrzynie                              | Finalistki                              | Wynik            |
| 1995 | Mary Joe Fernández Jana Novotná         | Lori McNeil Łarysa Neiland              | 6:4, 6:0         |
| 1994 | Jana Novotná Arantxa Sánchez Vicario    | Manon Bollegraf Helena Suková           | 6:2, 6:0         |
| 1993 | Gigi Fernández Natalla Zwierawa         | Jana Novotná Łarysa Neiland             | 6:2, 6:2         |
| 1992 | Łarysa Neiland Natalla Zwierawa         | Linda Harvey-Wild Conchita Martínez     | 6:2, 6:2         |
| 1991 | Łarysa Neiland Natalla Zwierawa         | Meredith McGrath Anne Smith             | 6:4, 7:6(3)      |
| 1990 | Jana Novotná Helena Suková              | Elise Burgin Wendy Turnbull             | 6:4, 6:2         |
| 1989 | Jana Novotná Helena Suková              | Jo Durie Mary Joe Fernández             | 6:4, 6:2         |
| 1988 | Katrina Adams Zina Garrison             | Claudia Kohde-Kilsch Helena Suková      | 4:6, 7:5, 6:4    |
| 1987 | Swietłana Parchomienko Łarysa Sawczenko | Chris Evert-Lloyd Pam Shriver           | 6:0, 3:6, 6:2    |
| 1986 | Kathy Jordan Elizabeth Smylie           | Betsy Nagelsen Barbara Potter           | 7:6(5), 2:6, 6:2 |
| 1985 | Kathy Jordan Elizabeth Smylie           | Swietłana Parchomienko Łarysa Sawczenko | 6:4, 7:6(2)      |
| 1984 | Betsy Nagelsen Anne White               | Rosalyn Fairbank Candy Reynolds         | 2:6, 6:2, 6:2    |